# 101-я истребительная авиационная дивизия ПВО
101-я истреби́тельная авиацио́нная диви́зия ПВО (101-я иад ПВО) — авиационное соединение ПВО Вооружённых Сил РККА, принимавшее участие в боевых действиях Великой Отечественной войны.

## Наименования дивизии
- 101-я истребительная авиационная дивизия;
- 101-я истребительная авиационная дивизия ПВО.

## История и боевой путь дивизии
101-я истребительная авиационная дивизия сформирована 4 октября 1941 года приданием 487-го, 572-го и 573-го истребительных авиационных полков в составе ВВС Брянского фронта в Воронеже на основании Директивы Командующего Военно-Воздушными силами РККА.
В октябре 1942 года, оперативно подчиняясь Воронежско-Борисоглебскому дивизионному району ПВО, дивизия действовала в интересах Воронежского фронта. При подготовке к контрнаступлению по Сталинградом дивизия привлекалась для решения задачи по прикрытию войск и объектов в полосе разворачивающегося Юго-Западного фронта. В апреле 1943 года дивизия участвовала в освобождении Курска.
На 1 июня 1943 года дивизия в составе 6-ти полков выполняла задачи по прикрытию Центрального и Воронежского фронтов и железнодорожные узлы Курск, Касторное, Отрожка, Лиски, Поворино, железнодорожные участки Курск - Щигры - Мармыжи, Касторное - Воронеж, Воронеж - Лиски, Поворино - Новохоперск, Таловая - Хреновая, железнодорожные мосты через реки Дон (у Лиски и Семилуки), Тим и Кшень на участке Щигры - Мармыжи.
Дивизия в начале июня имела 127 самолётов и 91 подготовленный экипаж. В преддверии Курской битвы в начале июня 1943 года дивизия отразила несколько массированных налетов вражеской авиации (до 80 − 90 самолётов в группе) на Курск. Всего участвовало 1006 самолётов противника (He-111, Ju-88, Messerschmitt Bf.110). Летчики корпуса выполняли по 4 — 6 вылетов в день, в каждом вылете проводили воздушный бой. вражеская авиация имела трех и четырёхкратное превосходство. В результате отражения налета было сбито 54 самолёта: 16 Dornier Do 215, 12 Junkers Ju 88, 2 Messerschmitt Bf.110, 16 Focke-Wulf Fw 190 Würger и 8 Messerschmitt Bf.109F. Свои потери составил 8 самолётов: 2 Ла-5, 4 Як-7, 2 Як-1 и один Як-1 подбит, ранено 6 летчиков.
101-я истребительная авиационная дивизия ПВО Приказ НКО № 0091 от 5 июня 1943 года была обращена на формирование 9-го истребительного авиационного корпуса ПВО.
В составе действующей армии дивизия находилась с 4 октября 1941 года по 5 июня 1943 года.

## Командир дивизии
| Звание                   | Имя                           | Период                  | Примечание                       |
| ------------------------ | ----------------------------- | ----------------------- | -------------------------------- |
| Полковник                | Смирнов Константин Николаевич | 04.10.1941 — 15.01.1942 |                                  |
| Полковник                | Шведов Николай Иванович       | 16.01.1942 — 15.06.1942 |                                  |
| генерал-майор авиации    | Евсевьев Иван Иванович        | 16.06.1942 — 15.09.1942 | назначен командиром 8-го иак ПВО |
| Полковник                | Пунтус Иван Григорьевич       | 16.09.1942 — 15.10.1942 |                                  |
| Подполковник , Полковник | Костенко Алексей Тимофеевич   | 16.10.1942 — 23.06.1943 |                                  |

## В составе объединений
| Дата          | Фронт (округ)      | Дивизионный район (ВВС округа)              | Примечания |
| ------------- | ------------------ | ------------------------------------------- | ---------- |
| 04.10.1941 г. | Брянский фронт     | ВВС Брянского фронта                        |            |
| 16.10.1941 г. | Юго-Западный фронт | ВВС Юго-Западного фронта                    |            |
| 30.12.1941 г. | Юго-Западный фронт | Воронежско-Борисоглебский дивизионный район |            |
| 09.07.1942 г. | Воронежский фронт  | Воронежско-Борисоглебский дивизионный район |            |

## Части и отдельные подразделения дивизии
За весь период своего существования боевой состав дивизии претерпевал изменения, в различное время в её состав входили полки:
| Период                        | Части                                                  | Примечание                                      |
| ----------------------------- | ------------------------------------------------------ | ----------------------------------------------- |
| 01.10.1942 г. — 14.04.1943 г. | истребительный авиационный полк особого назначения ПВО | переименован в 910-й иап ПВО                    |
| 31.03.1943 г. — 21.05.1943 г. | 39-й гвардейский истребительный авиационный полк ПВО   | возвращён в 147-ю иад ПВО                       |
| 04.10.1941 г. — 05.06.1943 г. | 487-й истребительный авиационный полк ПВО              | вошёл в состав 9-го иак ПВО                     |
| 04.10.1941 г. — 01.02.1942 г. | 572-й истребительный авиационный полк ПВО              | передан в 105-ю иад ПВО                         |
| 03.10.1941 г. — 01.05.1943 г. | 573-й истребительный авиационный полк ПВО              | передан в 310-ю иад                             |
| 11.11.1941 г. — 23.05.1942 г. | 581-й истребительный авиационный полк ПВО              | переименован в 826-й иап ПВО                    |
| 01.03.1943 г. — 09.06.1943 г. | 586-й истребительный авиационный полк ПВО              | вошёл в состав 9-го иак ПВО                     |
| 15.05.1943 г. — 29.06.1943 г. | 591-й истребительный авиационный полк ПВО              | вернулся в состав 36-й иад ПВО                  |
| 20.03.1943 г. — 31.03.1943 г. | 731-й истребительный авиационный полк ПВО              | переименован в 39-й гв. иап                     |
| 23.05.1942 г — 09.06.1943 г.  | 826-й истребительный авиационный полк ПВО              | вошёл в состав 9-го иак ПВО                     |
| 15.03.1943 г. — 15.05.1943 г. | 827-й сводный истребительный авиационный полк ПВО      | расформирован, эскадрильи переданы в свои полки |
| 23.07.1942 г. — 09.06.1943 г. | 894-й истребительный авиационный полк ПВО              | вошёл в состав 9-го иак ПВО                     |
| 15.05.1943 г. — 09.06.1943 г. | 907-й истребительный авиационный полк ПВО              | вошёл в состав 9-го иак ПВО                     |
| 14.04.1943 г. — 14.04.1943 г. | 910-й истребительный авиационный полк ПВО              | передан в 310-ю иад                             |

## Участие в операциях и битвах
- прикрытие войск и объектов тыла Юго-Западного фронта
- прикрытие войск и объектов тыла Воронежского фронта
- Воронежско-Ворошиловградская операция[5] — с 28 июня 1942 года по 24 июля 1942 года
- Сталинградская битва[5] — с 17 июля 1942 года по 2 февраля 1943 года
- Воронежско-Харьковская наступательная операция — с 13 января 1943 года по 3 марта 1943 года
- Харьковская оборонительная операция — с 19 февраля 1943 года по 14 марта 1943 года
- Курская битва

## Присвоение гвардейских званий
731-й истребительный авиационный полк ПВО 31 марта 1943 года за образцовое выполнение боевых задач и проявленные при этом мужество и героизм приказом НКО СССР № 145 от 31.03.1943 года преобразован в 39-й гвардейский истребительный авиационный полк ПВО.

## Отличившиеся воины дивизии
- Абрамчук Николай Иванович, капитан, командир эскадрильи 894-го истребительного авиационного полка 101-й истребительной авиационной дивизии ПВО Воронежско-Борисоглебского дивизионного района ПВО 9 октября 1943 года удостоен звания Герой Советского Союза. Золотая Звезда № 1239.
- Гаркуша Кузьма Дмитриевич, старший лейтенант, командир эскадрильи 907-го истребительного авиационного полка 101-й истребительной авиационной дивизии ПВО Указом Президиума Верховного Совета СССР от 9 октября 1943 года за образцовое выполнение боевых заданий командования на фронте борьбы с немецко-фашистским захватчиками и проявленные при этом мужество и героизм удостоен звания Герой Советского Союза с вручением ордена Ленина и медали «Золотая Звезда» (№ 1201).
- Елдышев Анатолий Алексеевич, лейтенант, лётчик 910-го истребительного авиационного полка Особого Назначения 101-й истребительной авиационной дивизии ПВО Воронежско-Борисоглебского дивизионного района ПВО 9 октября 1943 года удостоен звания Герой Советского Союза.
- Лукьянов Анатолий Григорьевич, старший лейтенант, командир звена 487-го истребительного авиационного полка 101-й истребительной авиационной дивизии ПВО Воронежско-Борисоглебского дивизионного района ПВО 4 марта 1942 года удостоен звания Герой Советского Союза. Золотая Звезда № 670.
- Кальян Леонид Петрович, капитан, командир эскадрильи 573-го истребительного авиационного полка 101-й истребительной авиационной дивизии ПВО Воронежско-Борисоглебского дивизионного района ПВО удостоен 21 апреля 1943 года звания Герой Советского Союза. Золотая Звезда № 916.
- Колесниченко Василий Ефремович, младший лейтенант, лётчик 573-го истребительного авиационного полка 101-й истребительной авиационной дивизии ПВО Воронежско-Борисоглебского дивизионного района ПВО 14 февраля 1943 года удостоен звания Герой Советского Союза. Посмертно.
- Шавурин, Пётр Иванович, старший лейтенант, заместитель командира эскадрильи 910-го истребительного авиационного полка особого назначения 101-й истребительной авиационной дивизии Воронежско-Борисоглебского дивизионного района ПВО 14 февраля 1943 года удостоен звания Герой Советского Союза. Золотая Звезда № 703.